# 2012年金砖国家峰会
2012年金砖国家峰会，也称第四次金砖国家峰会，于2012年3月29日在印度的新德里举行。是“金砖国家”举办的第四次峰会。本次峰会的主题为“金砖国家致力于稳定、安全和繁荣的伙伴关系”。会后发表了《新德里宣言》。

## 参会领导人
五国参会元首或政府首腦.

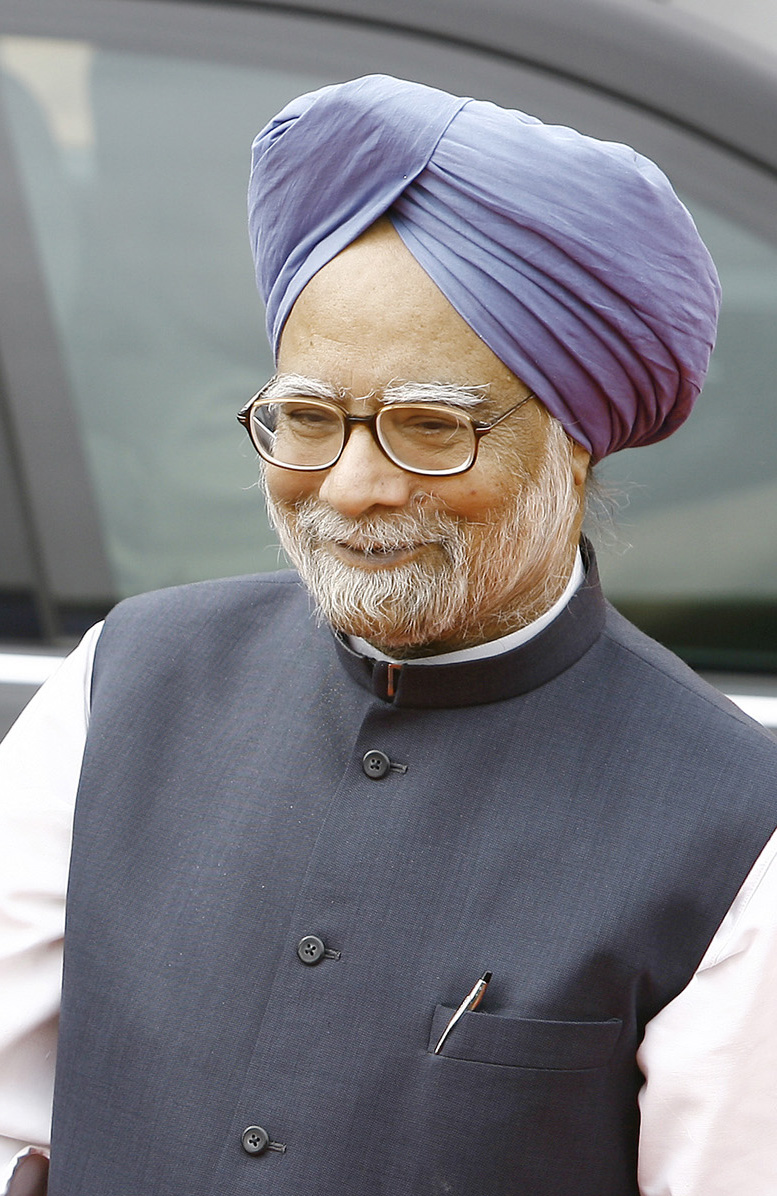
曼莫汉·辛格（主持） 印度总理
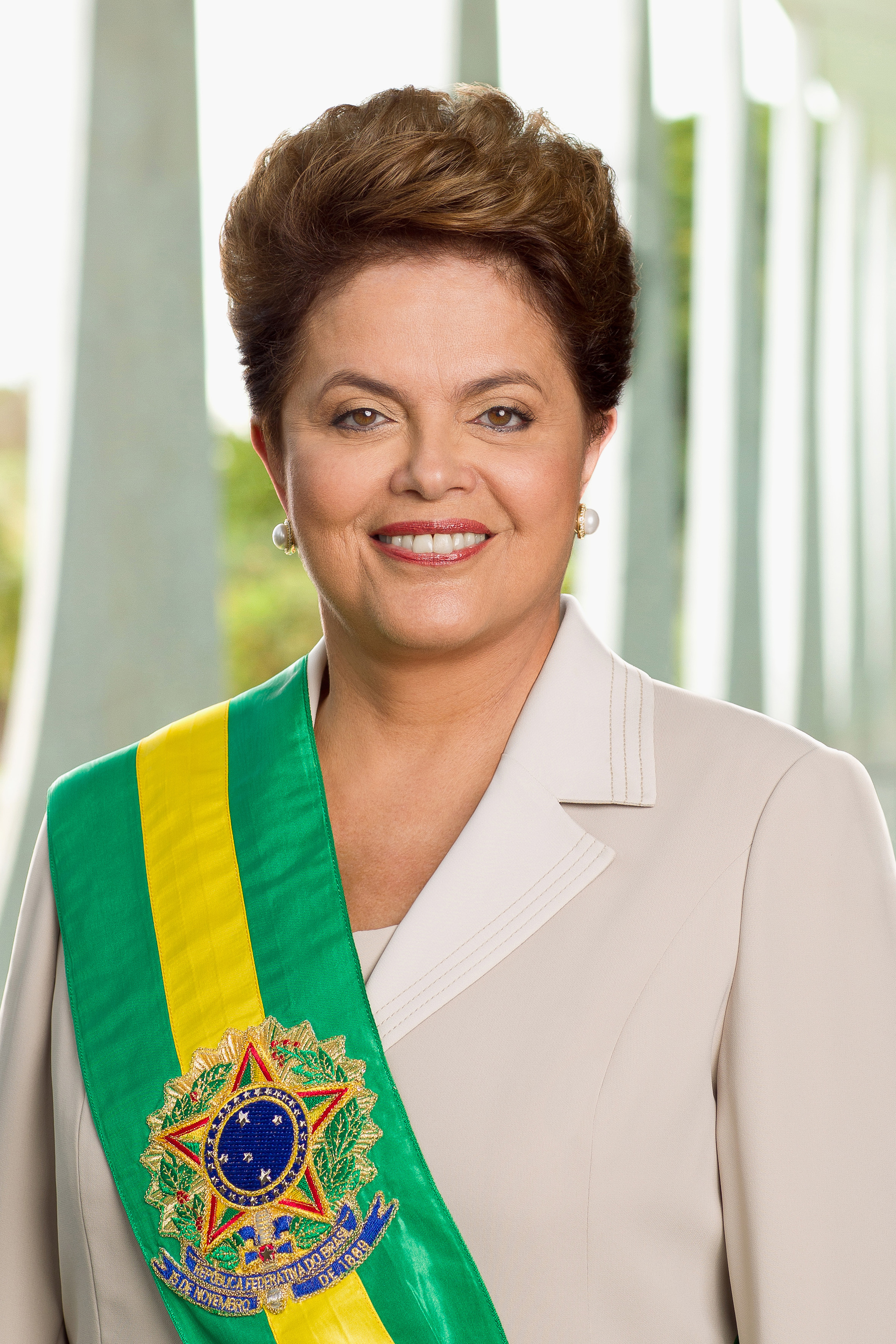
迪尔玛·罗塞夫 巴西总统
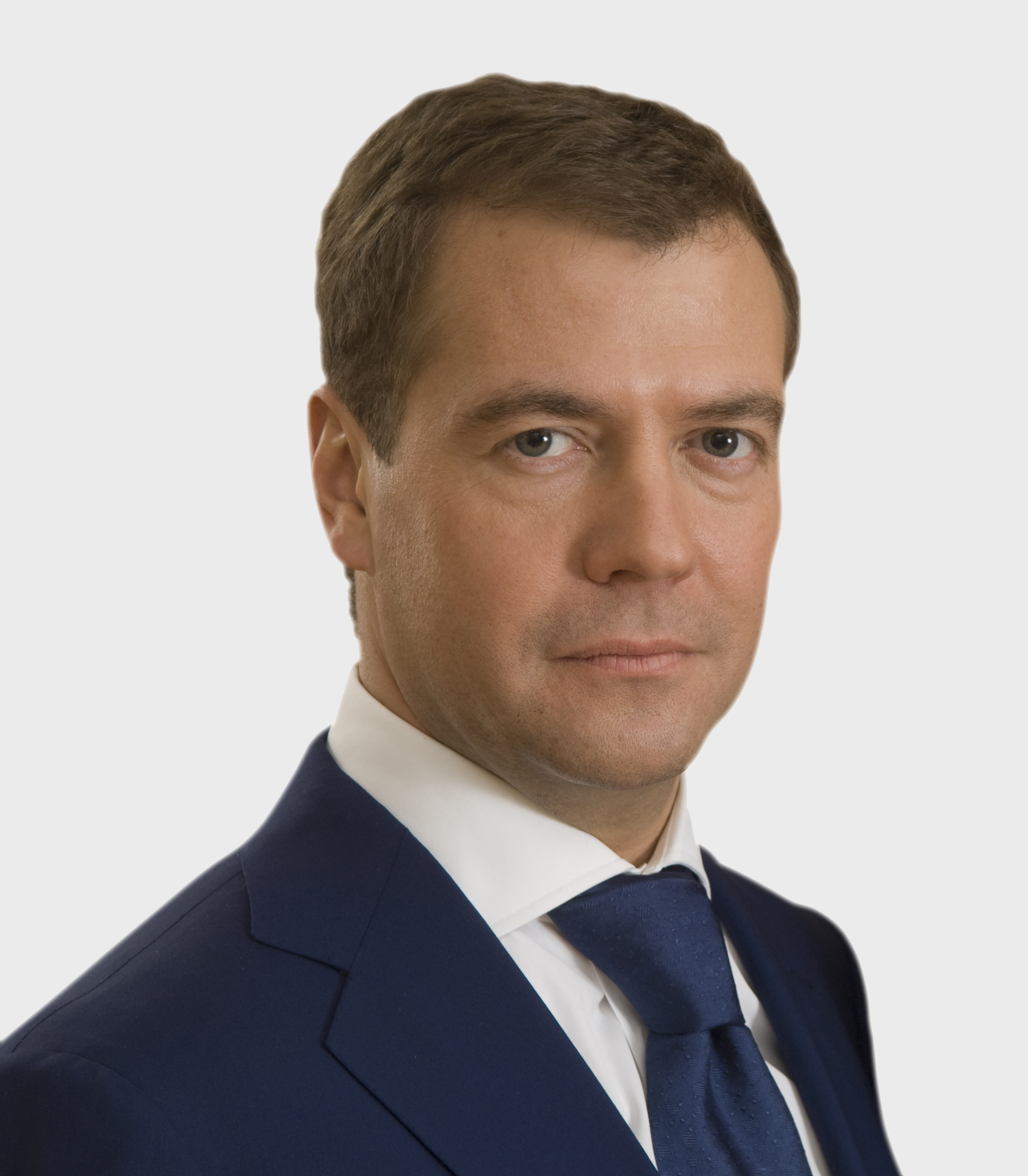
德米特里·梅德维杰夫 俄罗斯总统
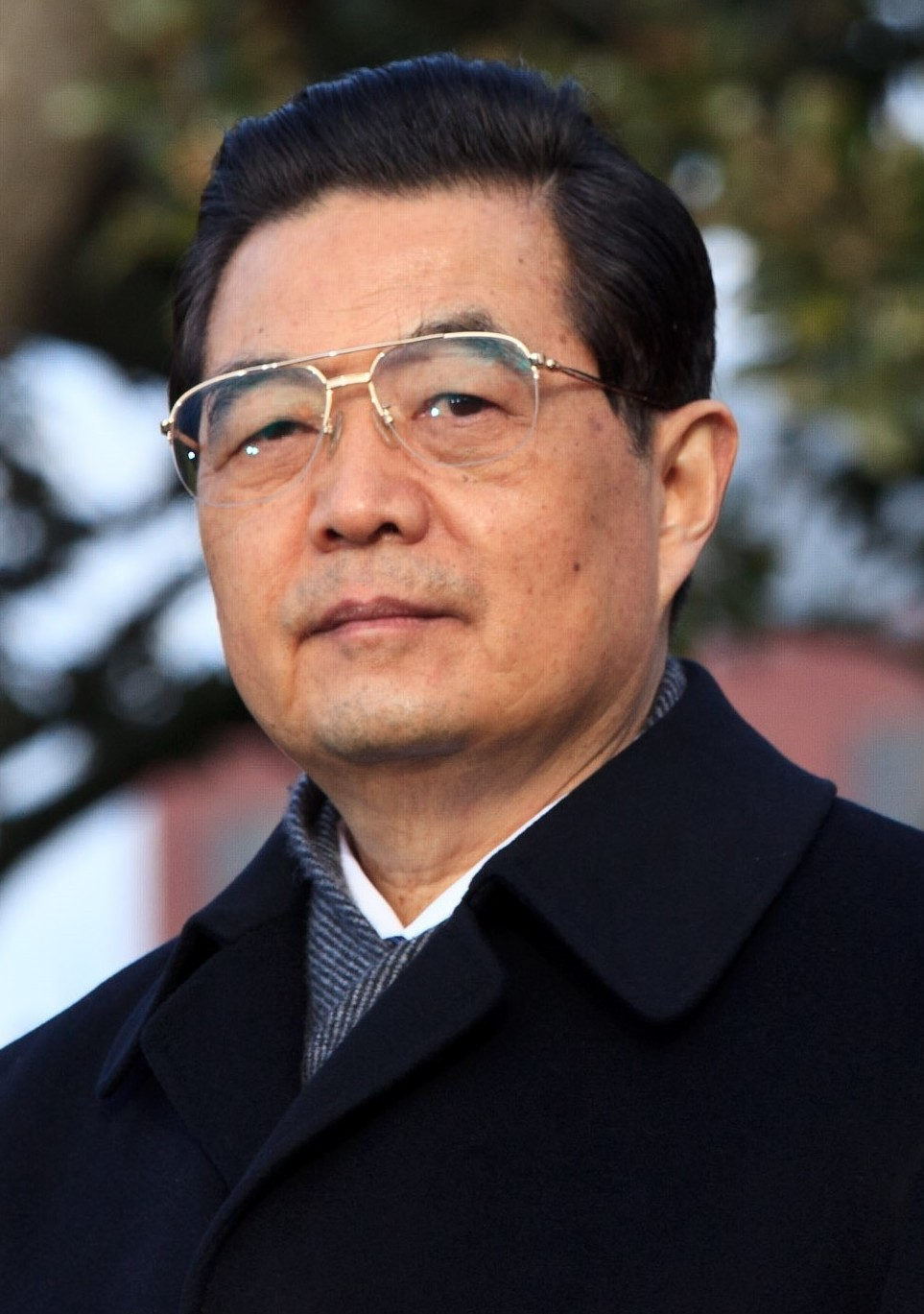
胡锦涛 中国国家主席
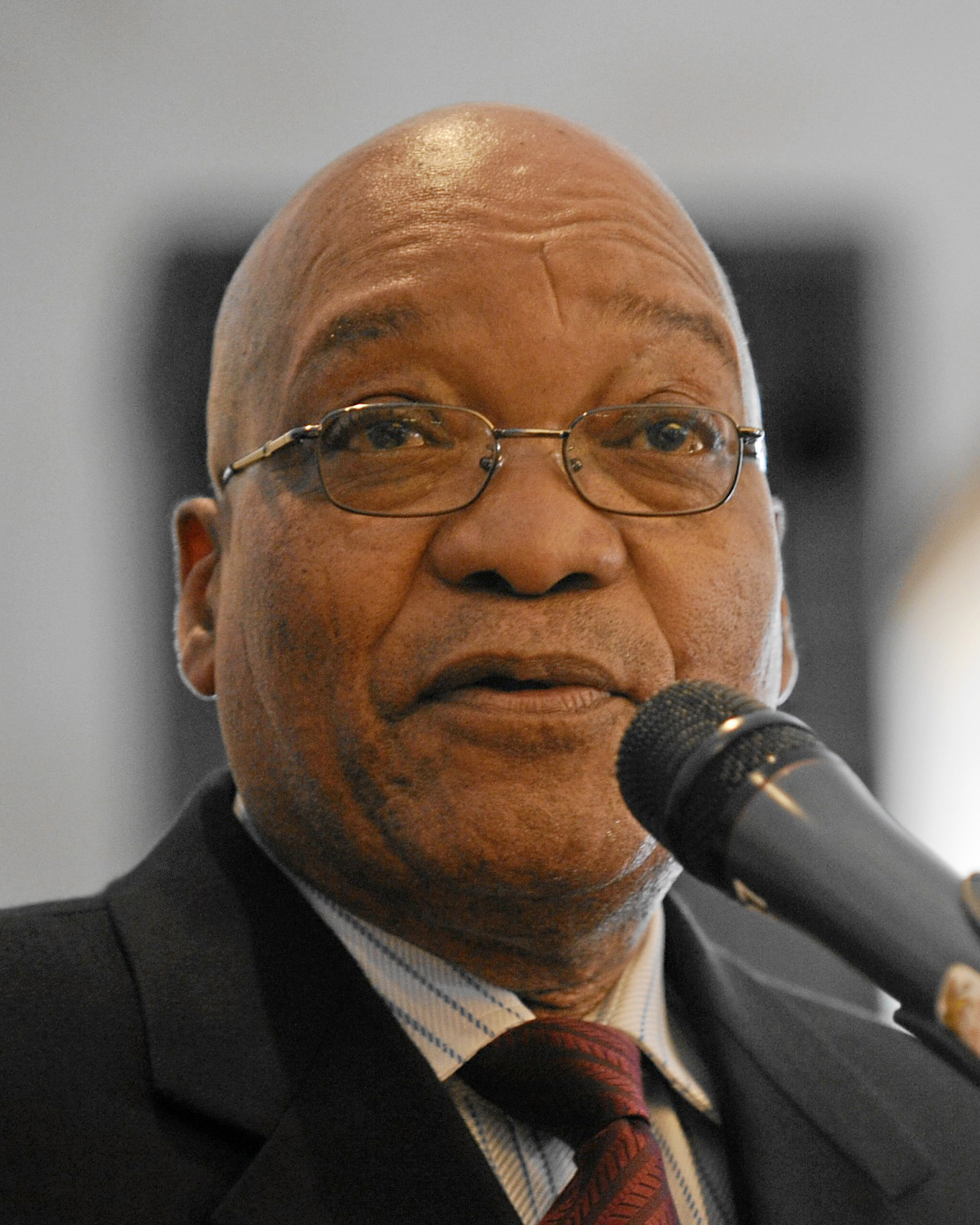
雅各布·祖玛 南非总统